# La Légende de Zatoïchi : Retour au pays natal
Série Zatoichi
La Légende de Zatoïchi : La Blessure
(1972) La Légende de Zatoïchi : L'Odyssée finale
(1989)
Pour plus de détails, voir Fiche technique et Distribution.
La Légende de Zatoïchi : Retour au pays natal (新座頭市物語・笠間の血祭り, Shin Zatōichi monogatari: Kasama no chimatsuri) est un film japonais réalisé par Kimiyoshi Yasuda, sorti en 1973.

## Synopsis
Au hasard de ses pérégrinations, Zatoïchi se retrouve à passer près de Kasama, son village natal qu'il a quitté depuis vingt ans. La nostalgie le pousse à franchir les portes du village qui, à sa grande surprise, retentit de clameurs de bienvenue. Ce n'est pas lui la cause de cette effervescence, mais Shinbei, ancien du village, revenu pour payer les dettes des paysans ruinés. Pourtant, la générosité du riche marchand Shinbei, qui est aussi l'ami d'enfance de Zatoïchi, cache un plan crapuleux : le contrôle de l'économie locale, avec l'aide d'un clan yakuza et du gouverneur corrompu. Et Zatoïchi va avoir toutes les peines du monde à convaincre les paysans crédules des véritables intentions de leur « bienfaiteur ».

## Fiche technique
- Titre : La Légende de Zatoïchi : Retour au pays natal
- Titre original : 新座頭市物語・笠間の血祭り (Shin Zatōichi monogatari: Kasama no chimatsuri?)
- Titre anglais : Zatoichi at the Blood Fest
- Réalisation : Kimiyoshi Yasuda
- Scénario : Yoshi Hattori
- Production : Shintarō Katsu et Hiroyoshi Nishioka
- Musique : Akira Ifukube
- Photographie : Chishi Makiura
- Montage : Yoshiharu Hayashi
- Décors : Seiichi Oota
- Sociétés de production : Katsu Production et Tōhō
- Pays d'origine :  Japon
- Langue originale : japonais
- Format : couleurs - 2,35:1 - son mono - 35 mm
- Genre : Chanbara
- Durée : 88 minutes[1]
- Date de sortie :
  - Japon : 21 avril 1973[1]

## Distribution
- Shintarō Katsu : Zatoïchi
- Yukiyo Toake : Omiyo
- Eri Yokoyama : Yuri / Lily
- Eiji Okada
- Kei Satō
- Yoshio Tsuchiya
- Shirō Kishibe
- Takashi Shimura